# Идентификация (фильм)
«Идентификация» (англ. Identity, дословно — «идентичность, индивидуальность») — триллер 2003 года. Режиссёр — Джеймс Мэнголд, автор сценария — Майкл Куни. В фильме снимаются Джон Кьюсак, Рэй Лиотта, Аманда Пит, Клеа Дюваль и другие. У фильма есть альтернативный (дополненный) финал, который доступен на DVD-издании.

## Сюжет
У придорожного мотеля останавливается «Линкольн», и в дверь вваливается мужчина с окровавленной женой на руках. На вопрос владельца: «Что случилось?» мужчина отвечает: «Авария!».
Флэшбэк 1: В ливень по дороге едет минивэн с семьёй Йорков (муж Джордж, жена Элис и мальчик Тимми). Через пару минут переднее левое колесо лопается. Джордж Йорк останавливает машину, вылезает и находит причину прокола: туфлю.
Флэшбэк 2: По той же дороге едет Понтиак бывшей проститутки Пэрис Невада. Она ищет зажигалку, чтобы закурить, и вдруг вспоминает, что зажигалка лежит в сумке на заднем сидении. Доставая зажигалку одной рукой, Пэрис расстёгивает сумку, в результате чего её вещи вместе с туфлей вылетают из сумки на дорогу.
Джордж занимается ремонтом колеса, а стоящая рядом с ним жена Элис выходит на дорогу, где её сбивает лимузин.
Флэшбек 3: Бывший полицейский Эдвард Дакота везёт некогда известную актрису Кэролайн Сьюзан. Кэролайн разговаривает по телефону, когда у неё садится батарея. Она просит Эда поискать зарядку в чемодане, лежащем на соседнем от него сиденье. Он отвлекается от дороги и сбивает жену Джорджа.
Эд хочет вылезти из машины и помочь Джорджу, однако Кэролайн пытается остановить его словами: «Ты будешь за это отвечать!», на что Эд говорит, что ответит, и всё равно вылезает из машины. Он хочет позвонить, но батарея телефона села.
В это время Пэрис обнаруживает, что дорогу размыло. Поворачивая назад, она задевает фонарный столб.
Приезд в мотель
Эд сажает всех в свой лимузин и везёт в мотель неподалёку. Там нет связи, мобильный телефон «не берёт», а гостиничный не работает из-за обрыва линии, но владелец Ларри Вашингтон говорит, что в 30 милях от мотеля есть больница. Эд выгоняет актрису из машины и мчится за помощью. Проехав несколько километров, он подсаживает к себе Пэрис, у которой сломалась машина. Пэрис предупреждает его о дороге, но Эд решает проехать. Однако проехать не получается, а его машина застревает. К отчаявшемуся Эду подъезжают супруги Лу и Джинни. Поняв, что дальше ехать невозможно, они вместе возвращаются в мотель. Перед этим Эд достаёт из бардачка своей машины револьвер. Пэрис, сняв комнату, надеется переждать непогоду. Через некоторое время появляется офицер полиции Сэмюэль Родс, перевозящий заключённого Роберта Мейна.
Используя нитки с иголкой, Эд зашивает раны Элис. Ларри заселяет Родса, который приковывает Мейна наручниками к унитазу. Родс пытается поухаживать за Пэрис, но безуспешно.
Эд принимает таблетки, Ларри убирает со стола какие-то документы и чью-то фотографию в ящик стола, Пэрис прячет свою сумку с деньгами, Лу притворяется для жены спящим, Мейн пытается сломать трубу, к которой его приковали, Родс сидит на диване, но когда он встаёт и поворачивается спиной, на его рубашке видна дырка и большое засохшее пятно крови, после чего Родс надевает пиджак и уходит из номера.
Пытаясь найти сигнал, Кэролайн выходит за территорию мотеля в степь, где её кто-то убивает. Проснувшийся Эд, идя по следам актрисы, находит её отрезанную голову в прачечной. Пришедшие вслед за Эдом Ларри и Родс находят рядом с головой актрисы ключ от номера 10, в котором живёт Родс. Ворвавшись в комнату 10, они обнаруживают пропажу Роберта Мейна. Эд собирает всех жильцов в главной комнате мотеля и хочет деликатно объяснить о случившемся, но всё портит лишь добавляющий паники Ларри. Появляется Родс и говорит, что Мейна нигде нет. Эд вместе с Родсом ещё раз тщательно всё обыскивают. Ларри заходит в номер актрисы, чтобы украсть её деньги.
Паникуя, Джинни вскакивает и бежит из общей комнаты, за ней бежит и Лу. Они вместе забегают в свой номер, и во время ссоры Джинни в сердцах говорит, что не беременна (из-за беременности Джинни Лу и женился на ней). Джинни прячется от Лу в туалете. Постепенно удары Лу о дверь прекращаются. В это время Эд находит в трейлере пустые ножны. Джинни выходит из туалета, но видит силуэт убийцы с ножом и снова запирается в туалете, после чего вылезает из окна и попадает прямо в руки Родсу. Вместе с Родсом Эд заходит в номер, где они находят Лу мёртвым.
Бегущий от мотеля Мейн вламывается в закрытый ресторан, но оказывается, что он вернулся в мотель, где его вырубают Эд и Родс. Пэрис на пару минут заходит в свой номер и сталкивается с Эдом, после чего они вместе идут в комнату Лу, чтобы Эд сфотографировал место преступления. В номере Эд рассказывает ей историю о том, почему он ушёл из полиции: когда его вызвали поговорить с беременной мексиканской самоубийцей, больной СПИДом, он не смог отговорить её прыгнуть. После разговора он замечает в руках Лу ключ под номером 9. Эд говорит о ключе Родсу, и вдруг они замечают выходящего из конторы Ларри, который должен был следить за Мейном. После этого они находят Мейна мёртвым. Рядом лежит ключ с номером 8. Ларри говорит, что он не убивал Мейна, и достаёт из чемодана свои ключи, но оттуда выпадает кошелёк актрисы с деньгами. Не имея выхода, Ларри берёт в заложники Пэрис. Ввалившись в кухню, они вместе падают. Пэрис хватается за ручку стоявшего в кухне холодильника, и из него выпадает труп. Ларри садится в свой пикап и пытается уехать, но, увидев на пути машины Тимми, Джордж выбегает на дорогу и попадает под колёса.
Сопротивляющегося Ларри привязывают к стулу, и он рассказывает свою историю: в прошлом месяце в Лас-Вегасе он проиграл все деньги и поехал на запад. Он остановился на бензоколонке мотеля, но там никого не было. Он зашёл в контору и обнаружил «лицом в тарелку» мёртвого хозяина. Ларри говорит, что спрятал его в морозилке, чтобы дождаться его родственников. Но Родс, единственный из всех, не верит ему. Джинни думает, что всё это из-за находившегося на месте мотеля кладбища. Также она проводит параллель с романом Агаты Кристи «Десять негритят» и думает, что все они связаны. Они пытаются связать факты из биографии, но не выходит: Родс вёз заключенного в Карсон-сити, Эд вёз актрису в Лос-Анджелес. Пэрис и Ларри родились во Флориде, но в разных городах. Ларри спрашивает Пэрис, зачем та возвращается в свой город, и Пэрис отвечает, что нашла плантацию апельсинов на продажу.
Родс замечает, что Элис умерла. Под подушкой Элис Родс находит ключ с номером 6. Пэрис отгоняет пикап Ларри в сторону, и Эд вместе с Родсом обыскивает тело Джорджа. В кармане брюк Джорджа Родс находит ключ с номером 7. Пэрис говорит, что это невозможно, ведь никто не мог знать о несчастном случае. Напуганный Эд предлагает Пэрис сесть в машину вместе с Джинни и Тимми и ездить по кругу до рассвета. Однако когда Джинни и Тимми уходят к машине, Родс кричит, что их нельзя отпускать, и происходит взрыв. Родс вместе с Ларри тушат горящие остатки машины огнетушителем, останков в машине не находят. Родс обвиняет Эда в том, что именно он предложил женщинам сесть в машину. Родс уходит и тут же останавливается около пикапа Ларри. Труп Джорджа исчез. Быстрый осмотр мотеля показывает, что исчезли трупы Мейна, Лу, Элис и голова актрисы. В приступе паники Пэрис кричит, что хочет жить, выращивать апельсины, что ей исполняется тридцать на следующей неделе. Ларри замечает, что и у него на следующей неделе день рождения. Родс и Эд говорят то же самое. После проверки копий водительских удостоверений жильцов, которые сделал Ларри, выясняется, что все постояльцы родились 10 мая. Вероятность этого — 1:10 000 000 000 000 000 000. 
Тут же в крышу ударяет молния, электричество вырубается, и все бегут искать распределительный щит, кроме Эда, который ещё раз поглядывает удостоверения и замечает, что все они названы именами штатов: Дакота, Род-Айленд, Невада, Вашингтон, Каролина, Вирджиния, Луизиана, Нью-Йорк, Мэн. Стоя у стола, Эд слышит какие-то голоса в голове и внезапно оказывается в смирительной рубашке перед психиатром — доктором Маликом. Доктор Малик рассказывает Эду историю серийного убийцы Малкольма Риверза, приговорённого к смертной казни за убийство 6 человек. Малик говорит, что из-за сильного потрясения детский мозг может раздробиться на несколько личностей. На вопрос Эда «Зачем вы мне это говорите?» Малик отвечает, что Эд — одна из этих личностей. Отрицающий это Эд паникует, когда видит в зеркале лицо Риверза вместо своего. Малик приводит и другие доказательства: все названы по именам штатов, у всех один и тот же день рождения. Малик говорит, что одна из личностей совершила эти убийства, но если Малик докажет, что эта личность исчезла, Малкольма не казнят и отправят на лечение.
Эд приходит в себя в нескольких сотнях метрах от мотеля. Родс находит распределительный щит, но ничего не видит. В поисках фонаря Пэрис заглядывает в бардачок полицейской машины и находит там документы на перевозку двух заключённых: Родса и Мейна.
Разоблачение Родса
Флэшбэк 4: та самая полицейская машина едет по шоссе. На заднем сидении Мейн и Родс в костюмах заключённых. Родс достаёт из носка небольшой нож, сквозь сидение протыкает конвоира и переодевается в одежду конвоира, тело которого суёт в багажник.
Открыв багажник, Пэрис находит там тело конвоира. Она пытается позвать Ларри, но тот не слышит. Пэрис забегает в контору и зовёт Эда. Там её находит Родс, ищущий ключи от грузовика, однако Ларри огнетушителем оглушает его. Родс приходит в себя, убивает Ларри из пистолета и бежит за Пэрис, у которой ключи от грузовика.
Пытаясь спрятаться от Родса, Пэрис натыкается на Эда, который говорит ей остаться на месте, а сам идёт к Родсу. Между ними происходит перестрелка, и оба погибают. Перед смертью Эд говорит, что видел Пэрис в апельсиновой роще. Буря заканчивается, и Пэрис уезжает из мотеля на пикапе Ларри. В реальной жизни над Малкольмом идёт суд, на котором доктор Малик утверждает, что зло в Малкольме уничтожено, и просит направить его на лечение. Судья определяет Риверза в психиатрическую лечебницу под наблюдение доктора Малика.
Риверза везут в клинику. Пэрис приезжает на свою плантацию. Вечером она хочет немного разрыхлить землю под деревом и внезапно находит ключ под номером 1. Она оглядывается и видит стоящего рядом Тимми с тяпкой.
Флэшбэк 5: Тимми идёт с ножом за актрисой, выходит на дорогу перед пикапом Ларри, идёт с ножом на Лу, улыбается, глядя на сбитую машиной мать, душит лежащую на кровати мать, идёт к Мейну, уходит от взорвавшейся машины.
Пэрис умоляет Тимми о пощаде, Риверз голосом Пэрис делает то же самое. Малик замечает, что что-то не так, открывает люк в перегородке, отделяющей Риверза от психиатра и водителя, и пытается поговорить с Малкольмом. Риверз говорит: «Шлюхам не даётся…». Мальчик заканчивает фразу, начатую маньяком: «… второй шанс», и замахивается на Пэрис, а Малкольм кидается на доктора Малика и душит его.
Тюремную машину заносит, и она вылетает на обочину.

## В ролях
| Актёр              | Роль                |
| ------------------ | ------------------- |
| Джон Кьюсак        | Эдвард «Эд» Дакота  |
| Рэй Лиотта         | Сэмюэль Родс        |
| Аманда Пит         | Пэрис Невада        |
| Джон Хоукс         | Ларри Вашингтон     |
| Альфред Молина     | доктор Малик        |
| Ребекка Де Морнэй  | Кэролайн Сьюзан     |
| Клеа Дюваль        | Джинни Изиана       |
| Уильям Ли Скотт    | Лу Изиана           |
| Джон Макгинли      | Джордж Йорк         |
| Лейла Кензл        | Элис Йорк           |
| Брет Лоэр          | Тимоти «Тимми» Йорк |
| Джэйк Бьюзи        | Роберт Мейн         |
| Пруитт Тейлор Винс | Малкольм Риверз     |
| Маршалл Белл       | окружной прокурор   |

## Съёмки
Специально для фильма построили мотель со всеми аксессуарами, для большей реалистичности вентиляторы постоянно нагоняли холодный воздух, а актёров во время съемок поливали водой.

## Финансовые показатели
При бюджете фильма в 28 млн долларов кассовые сборы в мировом прокате составили 90,26 млн долларов.

## Награды и номинации
| Год  | Результат | Награда или кинофестиваль  | Номинация                                   |
| ---- | --------- | -------------------------- | ------------------------------------------- |
| 2003 | Номинация | Teen Choice Awards         | Лучший триллер или фильм ужасов             |
| 2004 | Номинация | International Horror Guild | Лучший фильм                                |
| 2004 | Номинация | Golden Trailer Awards      | Лучший триллер или фильм ужасов             |
| 2004 | Номинация | Bram Stoker Awards         | Лучший сценарий                             |
| 2004 | Номинация | Saturn Award               | Лучший боевик/триллер/приключенческий фильм |
| 2004 | Номинация | Saturn Award               | Лучшее специальное издание DVD              |